# Mozabiti
I Mozabiti in berbero At Yighersan  sono un gruppo etnico berbero che abita la regione di Mzab  nella provincia di Ghardaïa nel nord del Sahara algerino e parlano la lingua tumzabt. La maggior parte di loro sono Ibaditi musulmani. Quasi tutti sanno leggere e scrivere in arabo, la scrittura araba viene usata anche per trascrivere la loro lingua. 
I Mozabiti vivono soprattutto in Ghardaïa, Beni-Isguen, El-Ateuf e Guerrara.

## Etimologia
Secondo le fonti dello storico Ibn Khaldun la parola Mozabiti deriva dalla parola Mzab che significa Al Azzaba (uomini non sposati).

## Lingua
La lingua parlata dai Mozabiti è una varietà di berbero, denominata tumzabt, una lingua afroasiatica.